# Marine Industries
Pour les articles homonymes, voir MIL.
Marine Industries, aussi connu sous le nom de Marine Industries Limited (MIL), était une entreprise de construction navale canadienne située à Sorel-Tracy au Québec. Le chantier naval se trouvait sur la rivière Richelieu à environ 1 km du fleuve Saint-Laurent. Le chantier a employé jusqu'à 10 000 personnes pendant le boom d'après la Seconde Guerre mondiale.

## Histoire
Ouvert en 1937, le chantier a eu de nombreux contrats au cours de ses premières années pour la construction de navires utilisés sur les Grands Lacs et sur la côte atlantique du Canada.
En 1985, à la suite de la faillite de Versatile Corporation de Vancouver, le Groupe MIL a acquis Versatile Davie de Lauzon. Le chantier naval de Sorel-Tracy a pris le nom de MIL Tracy et le chantier naval de Lauzon a pris le nom de MIL Lauzon.
Plus tard, le Groupe MIL, a fermé les activités navales (construction et réparation) de Sorel-Tracy ainsi que le site industriel Versatile Vickers à Montréal, ce qui a entraîné la perte de 1700 emplois.

## Navires construits
Marine Industries a construit plusieurs navires pour la Marine royale du Canada, la Garde côtière canadienne et le Canadien National.
Voici une liste non exhaustive des navires construits pour ces trois clients.
Navires de guerre 
- Classe Flower (corvette)[1]
  - NCSM Arrowhead (K145) (en) (HMCS signifie Her Majesty's Canadian Ship ; en français, Navire canadien de Sa Majesté [NCSM][2],[3])
  - NCSM Bittersweet (K182) (en)
  - NCSM Calgary (K231) (en)
  - NCSM Camrose (K154) (en)
  - NCSM Calgary (K231) (en)
  - NCSM Dunvegan (K177) (en)
  - NCSM Fennel (K194) (en)
  - NCSM Fredericton (K245)
  - NCSM La Malbaie (K273) (en)
  - NCSM Regina (K234)
  - NCSM Sherbrooke (K152) (en)
  - NCSM Sorel (K153) (en)
- Classe Saint-Laurent (destroyer) (en)
  - NCSM Assiniboine (DDH 234) (en)
- Classe Restigouche (destroyer) (en)
  - HMCS St. Croix (DDE 256) (en)
- Classe Annapolis (destroyer)
  - NCSM Nipigon DDH 266 (en)
- Classe Iroquois (destroyer)
  - NCSM Iroquois (DDG 280)
- Hydrofoil
  - NCSM Bras d'Or (FHE 400)

Brise-glace
- NGCC Sir William Alexander (en) (CCGS signifie Canadian Coast Guard Ship ; en français, navire de la Garde côtière canadienne [NGCC][4] ; les noms des navires de la garde côtière canadienne incluent toujours ce préfixe)
- NGCC Labrador
- NGCC Bartlett (en)
- NGCC Edward Cornwallis (en)

Autre navire de la Garde côtière canadienne
- CCGS Tupper (en)

Traversiers
- NM Howe Sound Queen Hull (MV signifie Motor Vessel ; un motor vessel est un navire propulsé par un moteur à combustion interne, habituellement un moteur diesel ; les noms de ces navires incluent souvent les préfixes MS, M/S, MV[5] ou M/V[6])
- NM Abegweit (en)
- NM John Hamilton Gray (en)
- NM Ambrose Shea
- NM Camille-Marcoux